# جيانا نانيني

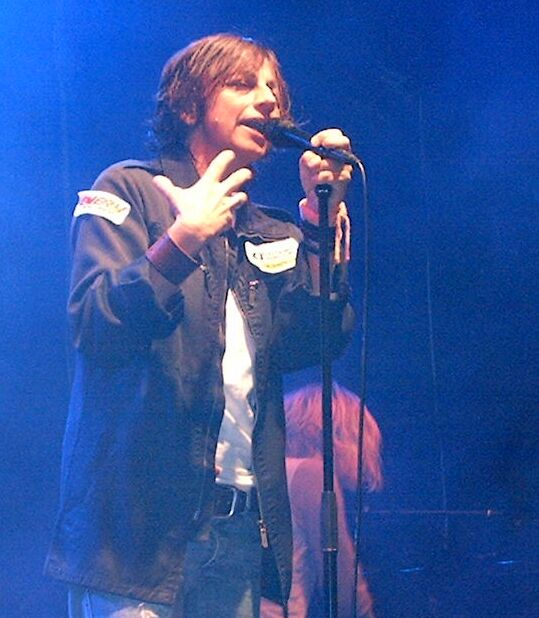
جيانا نانيني

جيانا نانيني (بالإيطالية: Gianna Nannini) وهي مغنية وكاتبة أغاني وموسيقية بوب إيطالية ولدت في يوم 14 يونيو 1954 في مدينة سيينا في إيطاليا وهي الشقيقة الكبرى لسائق الفورمولا ون أليساندرو نانيني، أشتهرت في سنة 1986 بأغنيتها.Bello e Impossibile 

## روابط خارجية
- جيانا نانيني على موقع IMDb (الإنجليزية)
- جيانا نانيني على موقع روتن توميتوز (الإنجليزية)
- جيانا نانيني على موقع مونزينجر (الألمانية)
- جيانا نانيني على موقع ألو سيني (الفرنسية)
- جيانا نانيني على موقع ميوزك برينز (الإنجليزية)
- جيانا نانيني على موقع أول موفي (الإنجليزية)
- جيانا نانيني على موقع قاعدة بيانات الأفلام السويدية (السويدية)
- جيانا نانيني على موقع أول ميوزيك (الإنجليزية)
- جيانا نانيني على موقع ديسكوغز (الإنجليزية)
- جيانا نانيني على موقع قاعدة بيانات الفيلم (الإنجليزية)